# 모두의마블
《모두의 마블》은 엔투플레이(N2PLAY) 스튜디오에서 개발하고 넷마블에서 발행 및 서비스하는 마이크로소프트 윈도우의 데스크톱 플랫폼과 애플 iOS, 구글 안드로이드 등의 모바일 플랫폼 기반의 비디오 게임이다. 또한 마이크로소프트 윈도우 기반의 게임의 경우, 넷마블 계정 외에도 네이버, 한게임, 피망 등의 포털사이트 계정을 통해 비디오 게임 플레이가 가능하며, 모바일 플랫폼 기반의 게임의 경우 카카오계정을 연동하여 플레이 할 수 있다.

## 게임 방식
모두의마블은 4명의 유저가 차례로 주사위를 돌려 말판위의 말을 이동시키며 플레이하는 캐주얼 게임이다. 각 모드에 따라 맞는 말판이 주어지는데, 말판 위에는 대한민국, 미국, 일본, 스위스, 영국, 프랑스, 타히티, 이탈리아, 러시아, 독일 등 각 국가의 도시가 쓰여져 있고, 유저는 주사위를 돌리며 말판의 말을 움직여 도시를 여행하는 개념으로 게임이 진행된다. 이때 유저는 말판의 말이 도착한 해당 지역의 땅을 구매하여 부동산에 투기하거나, 다른 유저에게 구매한 땅의 약속된 통행세를 받는 방식으로 자산을 불려나가는 것이 기본적인 플레이 구조이다.